# (6408) Saijo
(6408) Saijo est un astéroïde de la ceinture principale.

## Description
(6408) Saijo est un astéroïde de la ceinture principale. Il fut découvert le 28 octobre 1992 à Kitami par Kin Endate et Kazuro Watanabe. Il présente une orbite caractérisée par un demi-grand axe de 2,87 UA, une excentricité de 0,04 et une inclinaison de 1,6° par rapport à l'écliptique.

## Compléments